# Norrlands signalbataljon
Norrlands signalbataljon (Signbat/I 19) ursprungligen Norrlands signalkår (S 3) var ett signalförband inom svenska armén som verkade i olika former åren 1954–2004. Förbandsledningen var förlagd i Bodens garnison i Boden.

## Historia

### Bildandet
Förbandet har sitt ursprung ur 4:e telefonkompaniet, vilket bildades den 25 oktober 1912 vid Bodens ingenjörkår (Ing 4). Den 1 januari 1915 avskildes kompaniet från kåren och uppgick i Fälttelegrafkåren under namnet Fälttelegrafkårens detachement i Boden. Den 1 november 1925 överfördes detachementet till Bodens ingenjörkår, där det bildade telegrafkompaniet. Den 1 juli 1937 överfördes kompaniet till det nybildade Signalregementet, och bildade Bodens signalkompani (S 1 B). Från den 4 december 1942 antogs namnet Signalregementets kompani i Boden (S 1 B).
Den 1 juli 1954 avskildes kompaniet från Signalregementet, och utökades till att omfatta en fristående och självständig bataljon, under namnet Signalbataljonen i Boden (S 3). Vid samma tidpunkt övertogs kasernområdet från det avvecklade Norrbottens artillerikår (A 5). Den 1 april 1957 antogs namnet Norrlands signalbataljon (S 3). Bataljonen hade dock en gemensam förvaltning med Norrbottens regemente (I 19).

### OLLI-reformen
I samband med OLLI-reformen, vilken genomfördes inom försvaret 1973–1975, sammanslogs Bodens artilleriregemente (A 8) med Bodens försvarsområde (Fo 63) och bildade 1975 försvarsområdesregemente A 8/Fo 63. Detta medförde att Norrlands signalbataljon som ingick i Bodens försvarsområde kom att bli ett B-förband (utbildningsförband), och dess mobiliserings- och materialansvar överfördes till Bodens artilleriregemente, som blev ett A-förband (försvarsområdesregemente).

### Försvarsbesluten
Den 1 juli 1987 omorganiserades bataljonen och utökades till att bli ett regemente, samtidigt antogs namnet Norrlands signalregemente (S 3). Genom försvarsbeslutet 1992 beslutades att samtliga utbildningsregementen som inte uppsatte ett krigsförband i regementesstorlek inte heller skulle benämnas regemente, detta då regeringen ansåg att grundorganisationen skulle spegla krigsorganisationen. I samband med detta reducerades regementet den 1 juli 1994 till kår och antog namnet Norrlands signalkår (S 3).
Genom försvarsbeslutet 2000 ansåg regeringen att signalutbildningen skulle bedrivas på ett ställe och att Enköping hade bättre produktionsförutsättningar än Boden och genom att bibehålla Upplands regemente (S 1) i Enköping så vidmakthölls Enköping som ett kompetenscentrum för signaltrupperna. Även om riksdagen antog regeringens förslag, vilket innebar en avveckling av Norrlands signalkår, så skulle signalutbildning bibehållas i Boden genom att reducera Norrlands signalkår (S 3) till en bataljon och inordna den under Norrbottens regemente (I 19).
Den 30 juni 2000 avvecklades Norrlands signalkår som ett självständigt förband. Från den 1 juli 2000 inordnandes signalbataljonen som en utbildningsbataljon i Norrbottens regemente (I 19). Den nya bataljonen antog namnet Norrlands signalbataljon (Signbat/I 19). Bataljonen bestod av en bataljonsstab och två kompanier, med en personalstyrka på 70 officerare och drygt 200 värnpliktiga per år.
Som en följd av försvarsbeslutet 2004 beslutades att Norrlands signalbataljon tillsammans med Norrlands ingenjörbataljon och Norrlands luftvärnsbataljon skulle upplösas och avvecklas. Den 31 december 2004 avvecklades bataljonen, från och med 1 januari 2005 övergick bataljonen till en avvecklingsorganisation fram till dess att avvecklingen skulle vara slutförd senast den 30 juni 2006. Den 23 maj 2005 genomfördes en gemensam avvecklingsceremoni för de bataljoner i Boden som berördes av försvarsbeslutet, ceremonin hölls på Norrbottens regementes kaserngård och bataljonen upplöstes officiellt den 30 juni 2005.

## Förläggningar och övningsplatser
När förbandet bildades som Bodens signalkompani, förlades det till Hermelingatan, där det samlokaliserades med Bodens ingenjörkår. Den 19 juli 1940 övertog förbandet "västra kasernen" vid Norrbottens artillerikår på Sveavägen. Den 1 november 1945 övertogs "kasern 1" vid Norrbottens regemente. År 1954 övertogs kasernområdet på Sveavägen från det avvecklade Norrbottens artillerikår. Förbandet blev kvar på Sveavägen fram till 2005. Dock var bataljonsledningen samlokaliserade med Norrbottens regemente åren 2000–2005. Efter att bataljonen avvecklades, övertogs kasernområdet den 31 augusti 2005 av Artilleriregementet, vilket omlokaliserades från Kristinehamn.

## Heraldik och traditioner
| Minnes- och hedersmedaljer instiftade vid kåren och bataljonen. |  | Minnes- och hedersmedaljer instiftade vid kåren och bataljonen. |
| Minnes- och hedersmedaljer instiftade vid kåren och bataljonen. |  |                                                                 |

Förbandet mottog sin första fana den 28 juli 1961, vilken överlämnade av kung Gustaf VI Adolf. Den 30 juni 2000 överfördes fanan till Norrlands signalbataljon. I samband med att Norrlands signalbataljon avvecklades 2005 överfördes fanan till Upplands regemente. Sedan 2007 är det Ledningsregementet som förvaltar traditionerna för Norrlands signalbataljon.
I samband med avvecklingen av Norrlands signalkår den 30 juni 2000 instiftades Norrlands signalkårs hedersmedalj i silver (NorrlsignkSM). År 2005 instiftades en förtjänstmedalj för Norrlands signalbataljon vid Norrbottens regemente (NorrlsignbSM).
Verksamheten från start i Boden fram till 1992 finns dokumenterad i Norrlands signalregementes historieverk skriven av Per Anders Lundström. Mot bakgrund av nedläggningen 2005 har arbetet påbörjats med att utarbeta den resterande delen av historieverket omfattande tiden mellan 1992 och 2005. Detta sker dessutom samordnat med utarbetande av historieverk för hela Signaltrupperna inkluderande Upplands regemente (S 1) och Göta signalregemente (S 2).
Namn och benämning på de förband och staber som finns och funnits i Bodens garnison har reglerats efter anknytning till Bodens fästning. Bodens artilleriregemente, Bodens försvarsområde och Bodens ingenjörkår är de tre förband som hade anknytning till fästningen och därmed fick uppkallas efter staden. Övriga förband var ämnade att försvara länet eller landsdelen, det vill säga Norrbottens län respektive Norrland, vilka då uppkallats efter länet eller landsdelen, till exempel Norrbottens pansarbataljon eller Norrlands signalbataljon.

## Förbandschefer
Förbandschefer verksamma vid förbandet. Åren 1954–1987 titulerades chefen bataljonschef, och åren åren 1987–1994 regementschef, och åren 1994–2000 kårchef. Åren 2000–2005 var förbandet en ingående del av Norrbottens regemente.

- 1946–1949: Walter Bengtsson
- 1949–1956: Gunnar Olof Friberg
- 1956–1960: Tage Ingemar Bratt
- 1960–1964: Nils Fredrik Schale
- 1964–1966: Karl Edvin Eriksson
- 1966–1971: Arne Risling
- 1971–1977: Kjell Nerpin
- 1977–1979: Bror Oscar Nyström
- 1979–1980: Åke Bertil Gunnar Lövdahl
- 1981–1982: Bo Jonas Forsgren
- 1982–1987: Carl-Henrik Bengtsson
- 1987–1987: Carl-Henrik Bengtsson
- 1987–1990: Lennart Johansson
- 1990–1992: Hasse Kvint
- 1992–1996: Ulf Nordlander
- 1996–2000: Ola Hanson
- 2000–2001: Mats Blom
- 2001–2002: Dennis Gyllensporre
- 2002–2003: Anders Magnusson
- 2003–2004: Anders Josefsson
- 2004–2005: Dan Hagman

## Namn, beteckning och förläggningsort
| Fälttelegrafkårens detachement i Boden | 1915-01-01 | – | 1925-10-31 |
| Bodens signalkompani                   | 1937-07-01 | – | 1942-12-03 |
| Signalregementets kompani i Boden      | 1942-12-04 | – | 1954-06-30 |
| Signalbataljonen i Boden               | 1954-07-01 | – | 1957-03-31 |
| Norrlands signalbataljon               | 1957-04-01 | – | 1987-06-30 |
| Norrlands signalregemente              | 1987-07-01 | – | 1994-06-30 |
| Norrlands signalkår                    | 1994-07-01 | – | 2000-06-30 |
| Norrlands signalbataljon               | 2000-07-01 | – | 2005-06-30 |
| Avvecklingsorganisation                | 2005-01-01 | – | 2005-06-30 |

| Ing 3 det    | 1915-01-01 | – | 1925-10-31 |
| S 1 B        | 1937-07-01 | – | 1955-12-06 |
| S 3          | 1955-12-07 | – | 2000-06-30 |
| Signbat/I 19 | 2000-07-01 | – | 2005-06-30 |

| Bodens garnison (F) | 1915-01-01 | – | 1925-10-31 |
| Bodens garnison (F) | 1937-07-01 | – | 2005-06-30 |

## Galleri

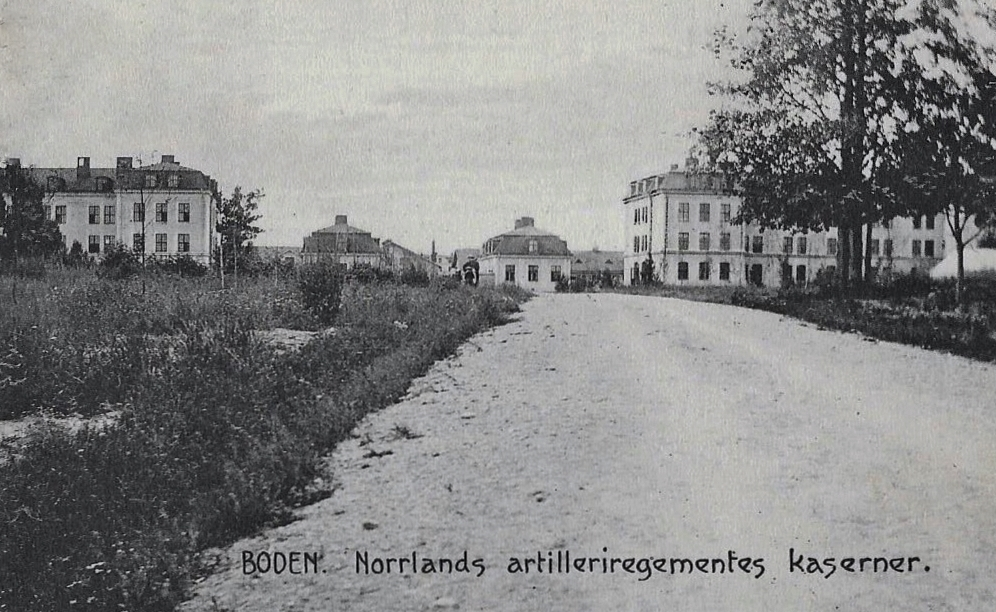
Kasernerna vid Sveavägen någon gång mellan 1910 och 1927 sett från Drottninggatan, Boden.
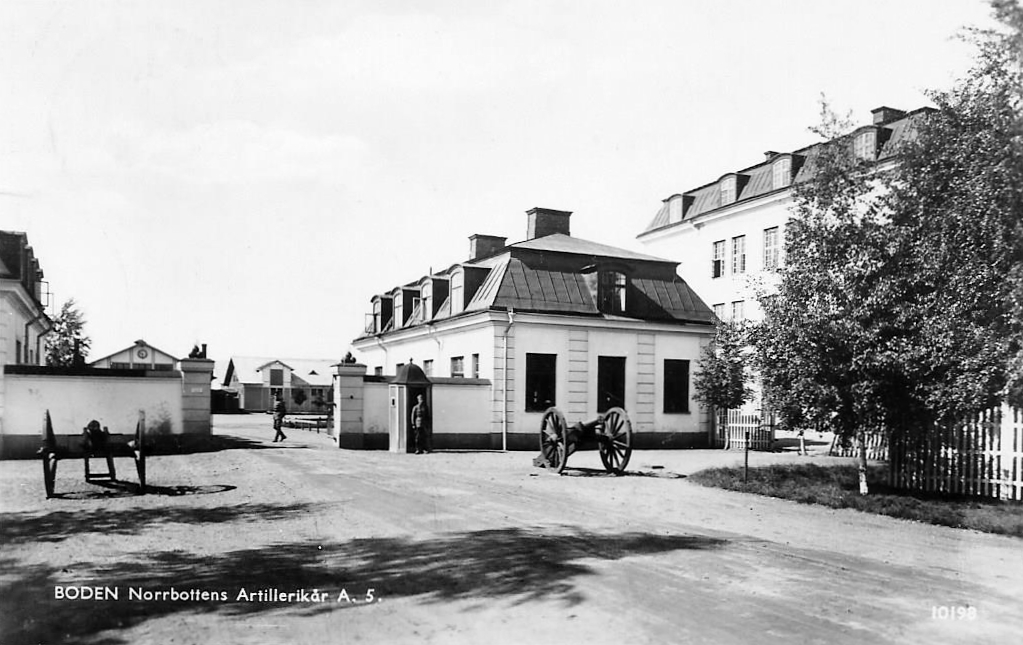
Kasernvakten 1928 vid Sveavägen, Boden.
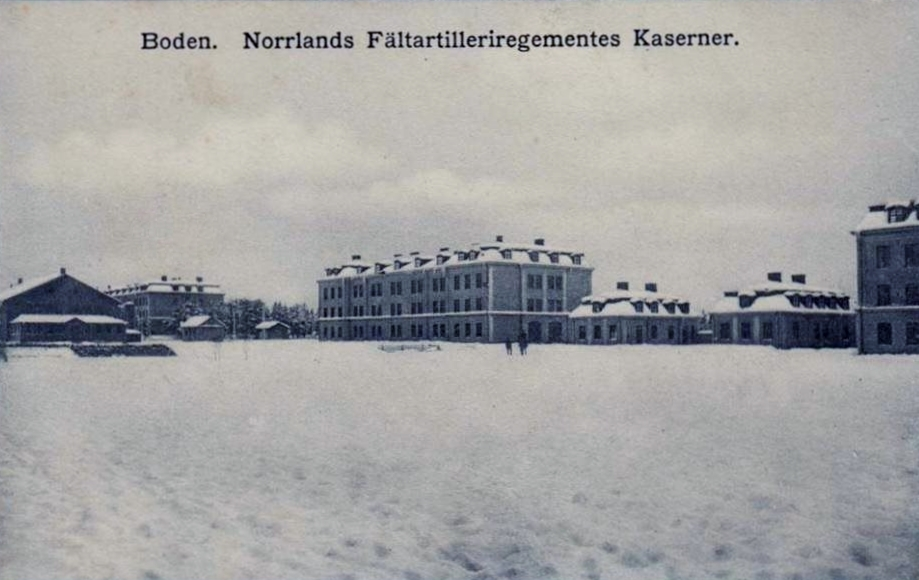
Kasernvakten sedd från kaserngården.
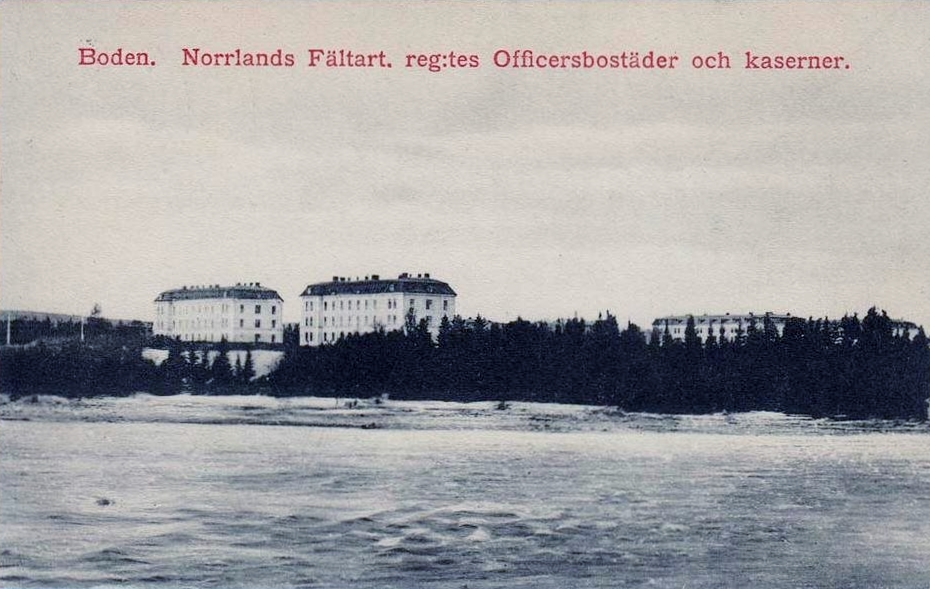
Officersbostäderna, uppförda för Norrbottens artillerikårs, sedd från Lule älv.